# Hjalmar Söderberg
Hjalmar Söderberg (født 2. juli 1869 i Stockholm, død 14. oktober 1941 i København) var en svensk forfatter.
Hjalmar Söderberg var far til skuespillerinden Betty Søderberg og morfar til forfatterne Henrik Stangerup og Helle Stangerup.
Hjalmar Söderberg er begravet på Vestre Kirkegård.

## Udvalgte værker
- 1895 – Förvillelser
- 1901 – Martin Bircks ungdom
- 1905 – Doktor Glas
- 1906 – Gertrud
- 1909 – Hjertets uro
- 1912 – Aftenstjernen
- 1912 – Den alvorlige leken
- 1918 – Jahves eld
- 1921 – Skrifter 1-10
- 1922 – Ödetstimen
- 1928 – Jesus Barabbas
- 1932 – Den forvandlede Messias

### Udgivet efter hans død
- 1942 – Sista boken
- 1962 – Novelletter
- 1969 – Aforismer og maximer
- 1992 – Tidens usle magter. Essays og aforismer.